# Diocesi di Chachapoyas
La diocesi di Chachapoyas (in latino Dioecesis Chachapoyasensis) è una sede della Chiesa cattolica in Perù suffraganea dell'arcidiocesi di Piura. Nel 2021 contava 290.654 battezzati su 341.804 abitanti. È retta dal vescovo Humberto Tapia Díaz.

## Territorio
La diocesi comprende cinque province della regione peruviana di Amazonas: Bagua, Bongará, Chachapoyas, Luya e Rodríguez de Mendoza.
Sede vescovile è la città di Chachapoyas, dove si trova la cattedrale di San Giovanni Battista.
Il territorio si estende su 16.075 km² ed è suddiviso in 22 parrocchie.

## Storia
La diocesi di Maynas fu eretta il 28 maggio 1803 con il decreto Quum Excellentissimus della Congregazione Concistoriale, ricavandone il territorio dall'arcidiocesi di Lima e dalle diocesi di Huamanga, di Cuenca, di Popayán, di Quito e di Trujillo (oggi tutte arcidiocesi). Originariamente era suffraganea dell'arcidiocesi di Lima.
La diocesi comprendeva la Comandancia General de Maynas nel Vicereame del Perù, un vastissimo territorio che comprendeva anche porzioni che andavano oltre i confini dell'odierno stato del Peru. Il processo di indipendenza sudamericana portò alla perdita dei territori che si vennero a trovare in Colombia e in Ecuador a vantaggio delle diocesi di questi due Paesi.
Il primo vescovo, Hipólito Antonio Sánchez Rangel, pose la sede della nuova diocesi dapprima a Jeberos e poi, dal 1812, a Moyobamba
Il 2 giugno 1843 con la bolla Ex sublimi Petri di papa Gregorio XVI la diocesi di Trujillo cedette le due province di Pataz e di Chachapoyas alla diocesi di Maynas, la cui sede fu trasferita nuovamente a Chachapoyas e la diocesi ha quindi assunto il nome attuale.
Il 5 febbraio 1900 cedette porzioni del suo territorio a vantaggio dell'erezione delle prefetture apostoliche di San León del Amazonas (oggi vicariato apostolico di Iquitos) e di Ucayali.
Il 23 maggio 1943 entrò a far parte della provincia ecclesiastica dell'arcidiocesi di Trujillo.
L'11 gennaio 1946 e il 7 marzo 1948 ha ceduto altre porzioni di territorio a vantaggio dell'erezione rispettivamente della prefettura apostolica di San Francisco Javier (oggi vicariato apostolico di Jaén in Perù o San Francisco Javier) e della prelatura territoriale di Moyobamba.
Il 30 giugno 1966 è divenuta suffraganea dell'arcidiocesi di Piura.

## Cronotassi dei vescovi
Si omettono i periodi di sede vacante non superiori ai 2 anni o non storicamente accertati.
- Hipólito Antonio Sánchez Rangel de Fayas, O.F.M. † (26 giugno 1805 - 28 settembre 1824 nominato amministratore apostolico di Cartagena)[2]
  - Sede vacante (1824-1838)
- José María Amaga † (17 settembre 1838 - 15 dicembre 1849 deceduto)
  - Sede vacante (1849-1853)
- Pedro Ruiz Zumaeta † (12 settembre 1853 - 20 novembre 1862 deceduto)
  - Sede vacante (1862-1865)
- Francesco Solano Risco, O.F.M. † (27 marzo 1865 - 1900 dimesso)
  - Sede vacante (1900-1904)
- José Santiago Irala, O.F.M. † (4 giugno 1904 - 1909 dimesso[3])
- Emilio Juan Francisco Lissón y Chávez, C.M. † (16 marzo 1909 - 25 febbraio 1918 nominato arcivescovo di Lima)
  - Sede vacante (1918-1921)
- Pedro Octavio Ortiz Arrieta, S.D.B. † (21 novembre 1921 - 1º marzo 1958 deceduto)
- José Germán Benavides Morriberón † (28 agosto 1958 - 30 novembre 1968 nominato vescovo ausiliare di Arequipa[4])
- Manuel Prado Perez-Rosas, S.I. † (7 settembre 1970 - 29 dicembre 1976 nominato arcivescovo di Trujillo)
- Antonio de Hornedo Correa, S.I. † (9 luglio 1977 - 18 maggio 1991 ritirato)
- Ángel Francisco Simón Piorno (18 maggio 1991 - 18 marzo 1995 nominato vescovo di Cajamarca)
- José Ignacio Alemany Grau, C.SS.R. (17 agosto 1995 - 18 maggio 2000 dimesso)
- Emiliano Antonio Cisneros Martínez, O.A.R. (27 marzo 2002 - 9 marzo 2022 ritirato)
- Humberto Tapia Díaz, dal 9 marzo 2022

## Statistiche
La diocesi nel 2021 su una popolazione di 341.804 persone contava 290.654 battezzati, corrispondenti all'85,0% del totale.
| anno | popolazione | popolazione | popolazione | presbiteri | presbiteri | presbiteri | presbiteri                | diaconi | religiosi | religiosi | parrocchie |
| anno | battezzati  | totale      | %           | numero     | secolari   | regolari   | battezzati per presbitero | diaconi | uomini    | donne     | parrocchie |
| ---- | ----------- | ----------- | ----------- | ---------- | ---------- | ---------- | ------------------------- | ------- | --------- | --------- | ---------- |
| 1950 | 7.322.000   | 7.500.000   | 97,6        | 21         | 19         | 2          | 348.666                   |         | 9         | 180       | 21         |
| 1959 | 94.000      | 95.000      | 98,9        | 23         | 23         |            | 4.086                     |         |           | 11        | 21         |
| 1970 | 110.000     | 120.000     | 91,7        | 20         | 19         | 1          | 5.500                     |         | 2         | 7         | 21         |
| 1976 | 162.000     | 180.000     | 90,0        | 16         | 13         | 3          | 10.125                    |         | 3         | 31        | 13         |
| 1980 | 175.000     | 194.000     | 90,2        | 19         | 12         | 7          | 9.210                     |         | 8         | 35        | 19         |
| 1990 | 228.000     | 254.000     | 89,8        | 29         | 21         | 8          | 7.862                     |         | 9         | 75        | 21         |
| 1999 | 260.000     | 280.000     | 92,9        | 25         | 19         | 6          | 10.400                    |         | 6         | 60        | 21         |
| 2000 | 266.000     | 280.000     | 95,0        | 20         | 16         | 4          | 13.300                    |         | 4         | 60        | 21         |
| 2001 | 267.000     | 281.000     | 95,0        | 22         | 17         | 5          | 12.136                    |         | 5         | 60        | 23         |
| 2002 | 268.200     | 282.500     | 94,9        | 25         | 20         | 5          | 10.728                    |         | 5         | 63        | 23         |
| 2003 | 308.076     | 338.910     | 90,9        | 24         | 19         | 5          | 12.836                    |         | 5         | 56        | 23         |
| 2004 | 307.570     | 349.512     | 88,0        | 25         | 21         | 4          | 12.302                    |         | 5         | 59        | 23         |
| 2006 | 311.000     | 343.000     | 90,7        | 28         | 25         | 3          | 11.107                    |         | 3         | 56        | 22         |
| 2013 | 302.205     | 355.144     | 85,1        | 25         | 23         | 2          | 12.088                    |         | 3         | 68        | 22         |
| 2016 | 317.040     | 362.937     | 87,4        | 30         | 28         | 2          | 10.568                    |         | 3         | 72        | 22         |
| 2019 | 363.800     | 407.250     | 89,3        | 32         | 29         | 3          | 11.368                    |         | 3         | 67        | 22         |
| 2021 | 290.654     | 341.804     | 85,0        | 27         | 25         | 2          | 10.764                    |         | 2         | 70        | 22         |